# Лісне (Харківський район)
Лісне — селище в Україні, у Харківському районі Харківської області. Населення становить 987 осіб. Колишній орган місцевого самоврядування — Черкасько-Лозівська сільська рада. З 2017 року у складі Малоданилівської селищної громади.

## Географія
Селище Лісне знаходиться біля транспортної розв'язки перетину Харківської окружної дороги (М03) і Бєлгородського шосе (М20), за 1 км від кордону міста Харкова, поряд з селищем проходить балка Очеретянка по якій протікає пересихаючий струмок з трьома загатами (Триозер'я). Селище оточене великим лісовим масивом (дуб), навколо селища кілька піонерських таборів.

## Історія
- 1699 рік — дата заснування.
- У 1951 році у відділенні радгоспу «13-річчя РККА» (нині селище Лісне) було 15 дворів.
- У вересні 2012 року частина селища (вулиці Каразіна, Університетська, П'ятихатська, Підлісна; провулки Підлісний та Університетський) була включена в межі міста Харкова.[1]

## Населення

### Мова
Розподіл населення за рідною мовою за даними перепису 2001 року:
| Мова            | Кількість | Відсоток |
| --------------- | --------- | -------- |
| українська      | 507       | 51.37%   |
| російська       | 455       | 46.10%   |
| білоруська      | 11        | 1.11%    |
| вірменська      | 2         | 0.20%    |
| інші/не вказали | 12        | 1.22%    |
| Усього          | 987       | 100%     |

## Економіка
У селищі є:
- Молочно-товарна ферма, машинно-тракторні майстерні.
- Пасіка.
- Оздоровчий комплекс «Лісова Стежка».
- Оздоровчий комплекс «Сонячна Поляна».
- Оздоровчий комплекс «Юність».
- Магазин «Крамниця домашніх продуктів»
- Оздоровчий комплекс «Крамниця здоров'я»

## Галерея

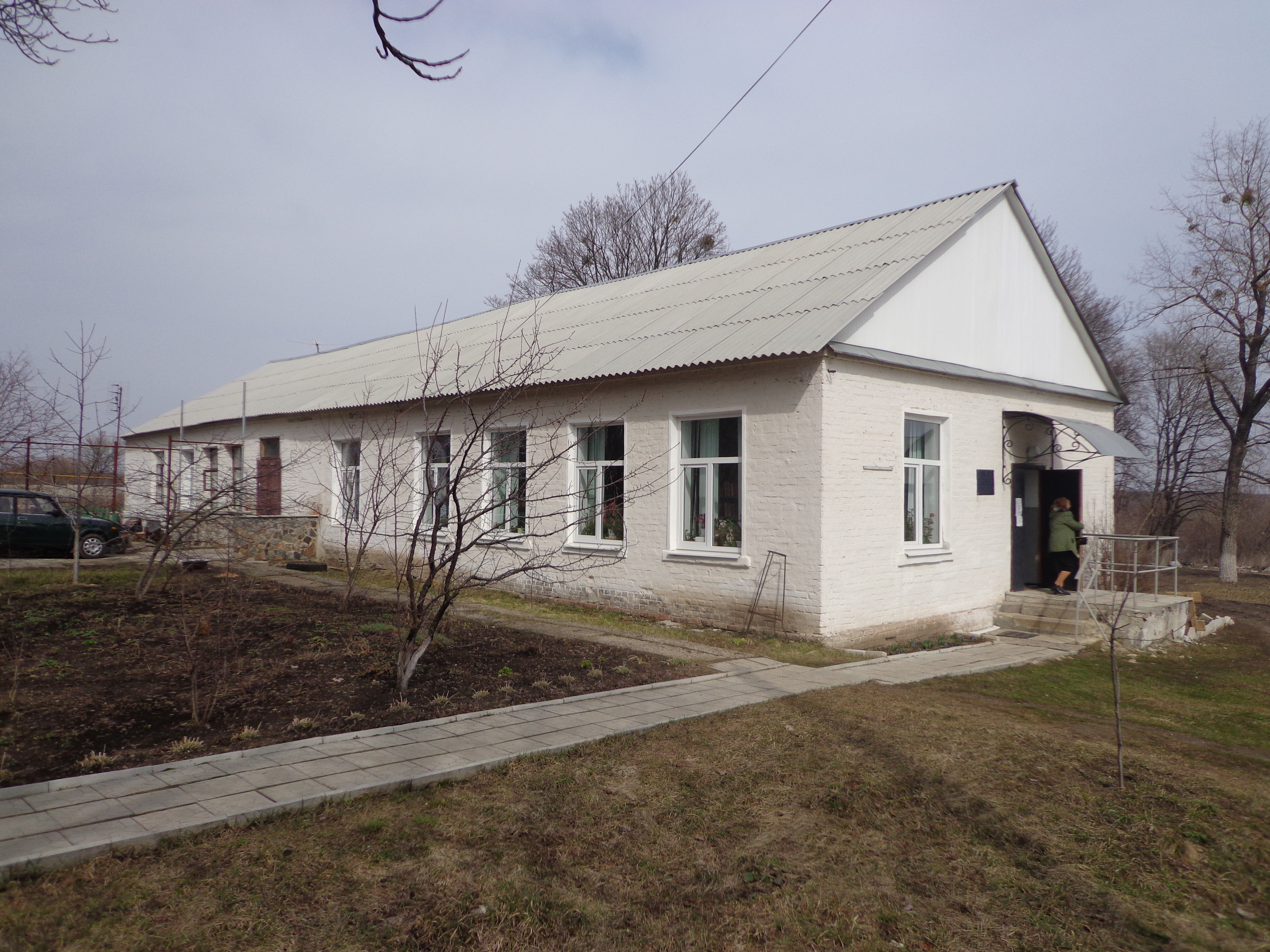
Медпункт і бібліотека
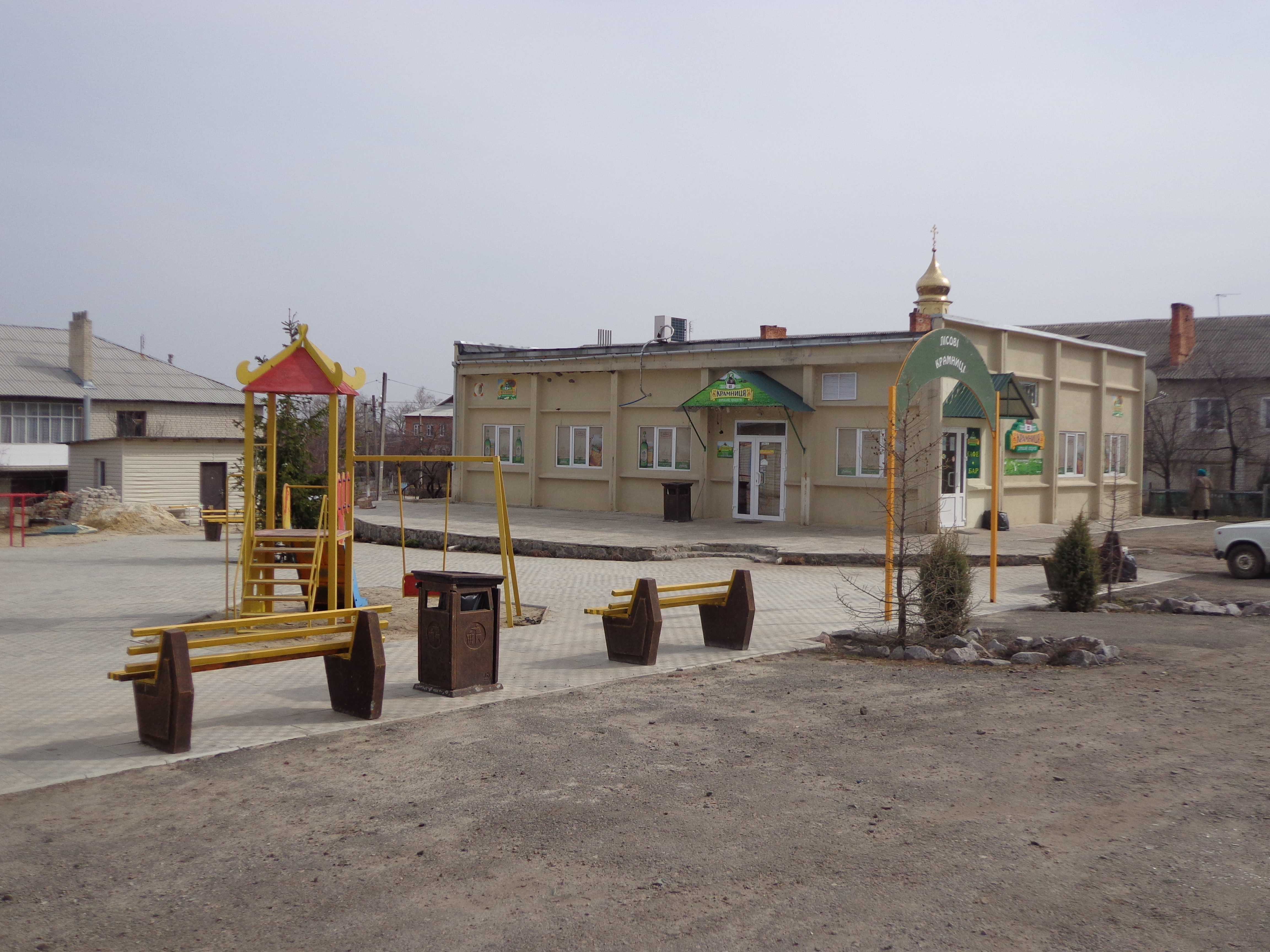
Дитячий майданчик і крамниця
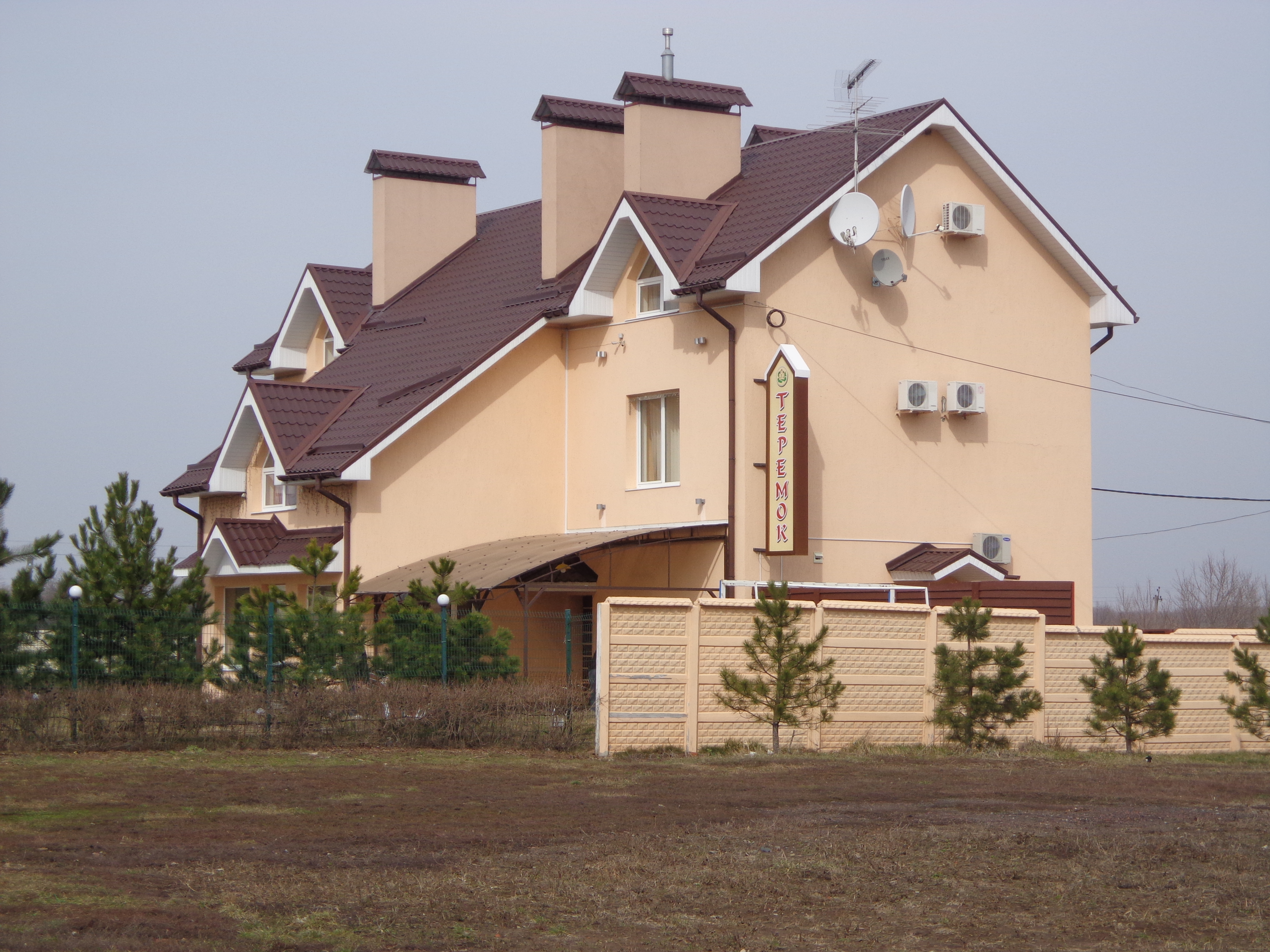
Готель для тварин «Теремок»
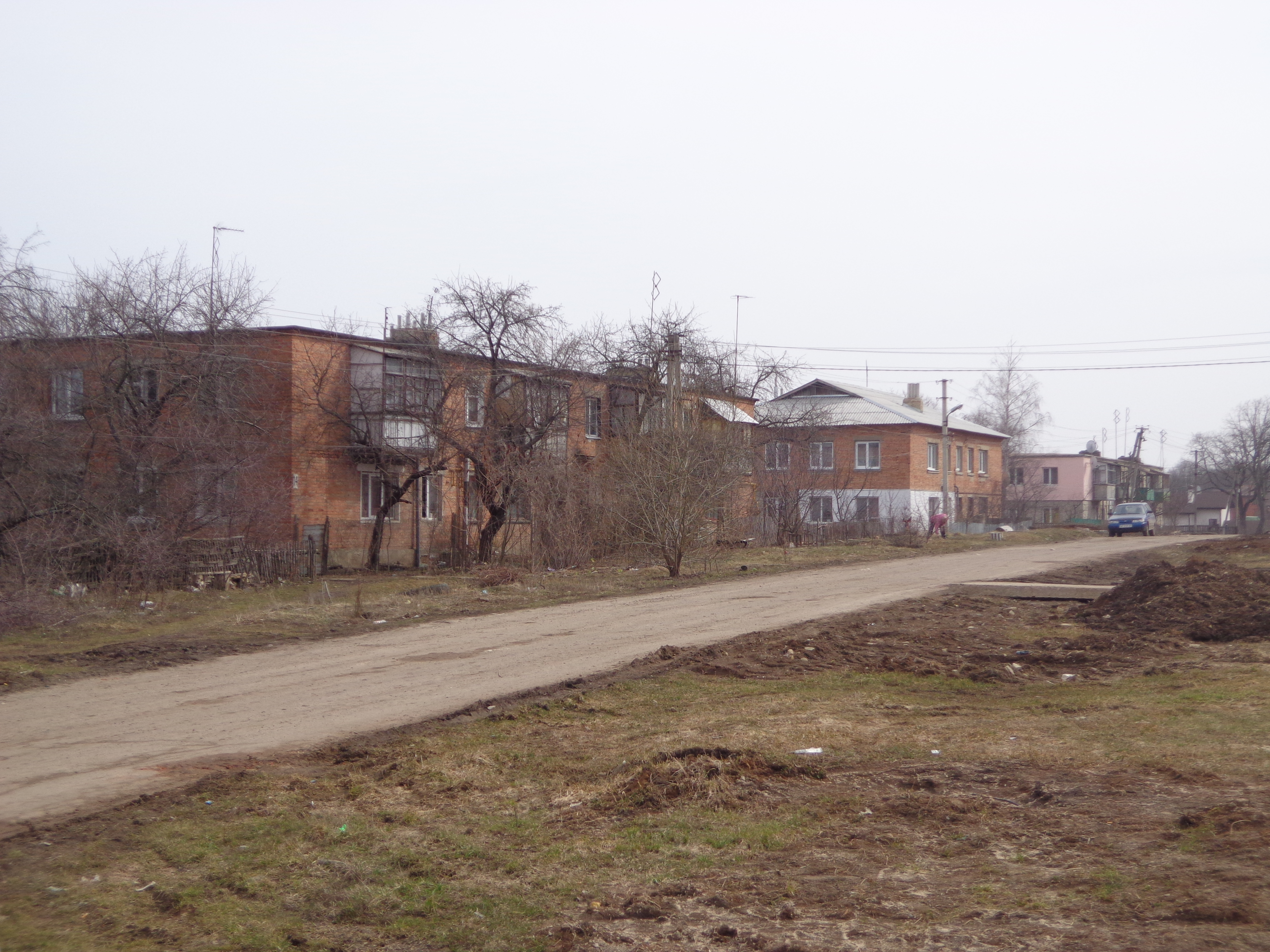
Центральна вулиця селища
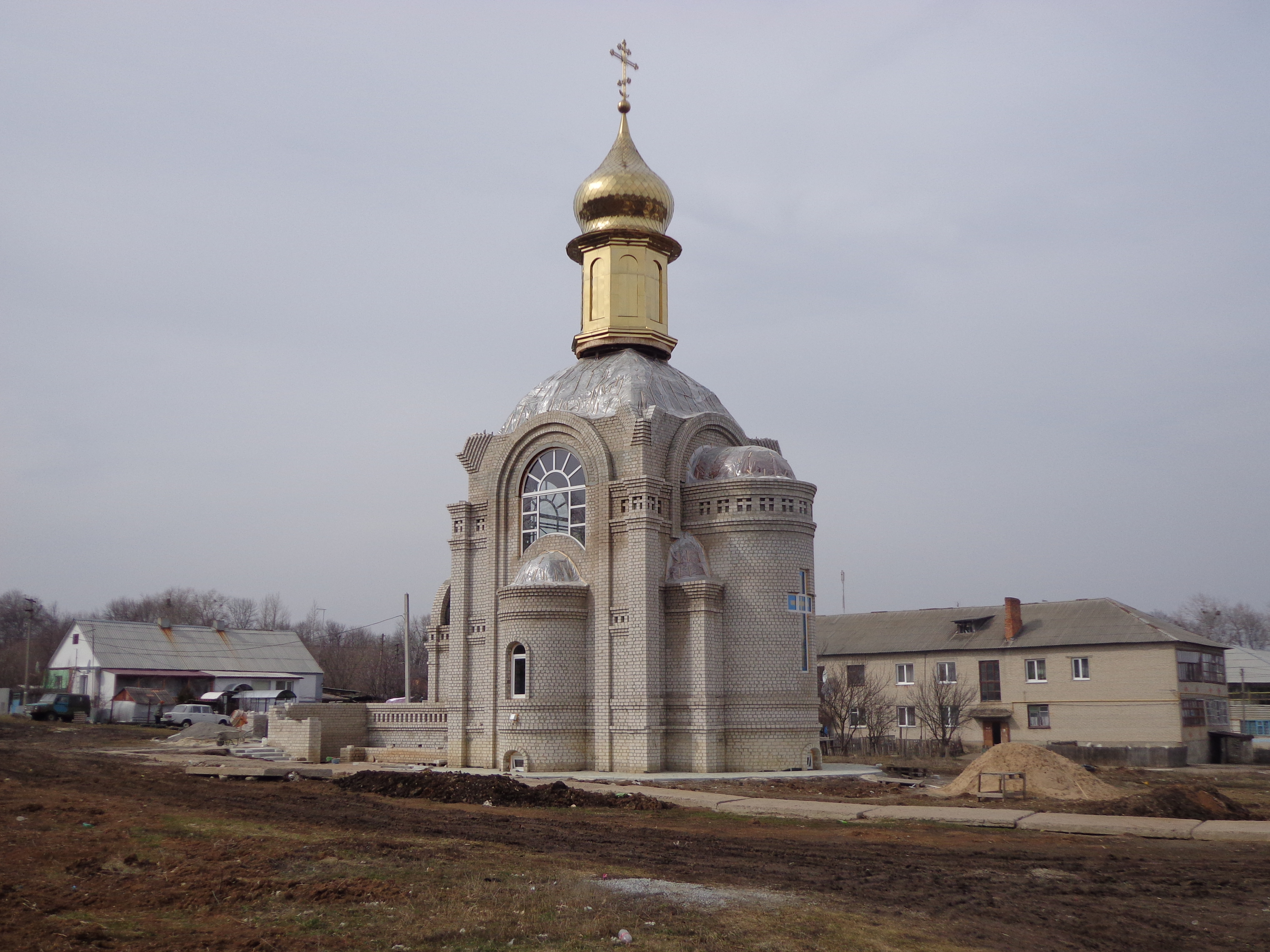
Зведення церкви (квітень 2013)